# Bangubangu (langue)
Pour les articles homonymes, voir Bangubangu.
Le bangubangu, ou kibangubangu, est un continuum linguistique de plusieurs dialectes parlés par les Bangubangu en République démocratique du Congo dans les provinces du Maniema et du Tanganyika.

## Répartition géographique
Le bangubangu est parlé dans le territoire de Kabambare dans le sud de la province du Maniema, notamment le long de la rivière Lwama, ainsi que dans les territoires de Kalemie, Kongolo et Nyunzu dans la province du Tanganyika.

## Dialectes
L’Atlas linguistique d’Afrique centrale dénombre les variantes et dialectes suivants :
- kyenye-kasenga
- kyenye-nonda

## Prononciation
|           | Antérieure | Postérieure |
| --------- | ---------- | ----------- |
| Fermée    | i iː       | u uː        |
| Mi-fermée | e eː       | o oː        |
| Ouverte   | a aː       |             |

|           | Bilabial | Bilabial | Labio- dental | Labio- dental | Alvéolaire | Alvéolaire | Palatal | Palatal | Vélaire | Vélaire | Glottale | Glottale |
| --------- | -------- | -------- | ------------- | ------------- | ---------- | ---------- | ------- | ------- | ------- | ------- | -------- | -------- |
| Occlusive | (p)      | b        |               |               | t          | t          | (c)     | (c)     | ɡ       | ɡ       |          |          |
| Nasale    | m        | m        |               |               | n          | n          | ɲ       | ɲ       | ŋ       | ŋ       |          |          |
| Fricative |          |          | f             | v             | s          | z          | ʃ       | ʒ       |         |         | h        | h        |
| Spirante  | w        | w        |               |               |            |            | j       | j       |         |         |          |          |
| Latérale  |          |          |               |               | l          | l          |         |         |         |         |          |          |